# Parafia św. Stanisława Kostki w Youngstown
Parafia św. Stanisława Kostki w Youngstown (ang. St. Stanislaus Kostka Parish) – parafia rzymskokatolicka położona w Youngstown w stanie Ohio w Stanach Zjednoczonych.
Jest ona wieloetniczną parafią w diecezji Youngstown, z mszą św. w j. polskim dla polskich imigrantów.
Ustanowiona 1902 roku i dedykowana św. Stanisławowi Kostce.

## Historia
14 czerwca 1902 roku, biskup Horstman mianował ks. Karola Ruszkowskiego administratorem pierwszej polskiej parafii św. Stanisława Kostki w Youngstown.
Pierwsza msza św. odbywała się w podziemiach kościoła św Columba. Wkrótce zebrano wystarczającą ilość pieniędzy, aby zakupić teren pod budowę kościoła i rozpoczęto jego budowę przy South Avenue. Ponieważ ks. Ruszkowski, był również proboszczem w Lorain, Ohio, ks. Ignacy Piotrowski został mianowany pierwszym proboszczem rezydentem parafii św. Stanisława Kostki. Wkrótce ks. Piotrowski został przeniesiony do Cleveland i ks. L. Kuziusz objął stanowisko proboszcza, nadzorując zakończeniu budowy kościoła.
W związku ze zwiększającą się ilością parafian, postanowiono wybudować nowy kościół i szkołę przy Williamson Avenue.

Budowa, obecnego, kościoła została zakończona 22 marca 1925 roku.

## Duszpasterze
- ks. Karol Ruszkowski (1902–1903)
- ks. Ignacy Piotrowski (1903–1903)
- ks. L. Kuzius (1903–1905)
- ks. Thomas Wilk (1905–1912)
- ks. Adalbert Migdalski (1912–1914)
- ks. C. Tyzynksi (1914–1915)
- ks. Francis Szydzik (1915–1917)
- ks. John T. Kasinski (1918–1922)
- ks. John M. Zeglen (1922–1929)
- ks. Dominic A. Mielcarek (1929–1938)
- ks. John A. Grabowski (1938–1960)
- ks. Louis Kazmirski (1960–1964)
- ks. Thaddeus A. Heruday (1964–1980)
- ks. Edward J. Neroda (1980–obecnie)

## Szkoły
- St. Stanislaus Kostka School

## Nabożeństwa w j. polskim
- Niedziela – 9:00